# Gare de Cerisi-Belle-Étoile
La gare de Cerisi-Belle-Étoile est une ancienne halte ferroviaire française de la ligne d'Argentan à Granville, située sur le territoire de la commune de Cerisy-Belle-Étoile, dans le département de l'Orne, en région Normandie. Ici, il s'agit d'un cas où l'orthographe du nom de la station diffère de celle du lieu.
Elle est mise en service en 1867 par la Compagnie des chemins de fer de l'Ouest.

## Situation ferroviaire
Établie à 175 m d'altitude, la gare de Cerisi-Belle-Étoile est située au point kilométrique (PK) 49,831 de la ligne d'Argentan à Granville, entre les gares ouvertes de Flers et de Vire. Elle est séparée de cette dernière par les gares aujourd'hui fermées de Montsecret - Vassy, Bernières-le-Patry et de Viessoix.

Elle est également la gare terminus (au PK 300,502) de l'ancienne ligne de Caen à Cerisy-Belle-Étoile, dont la gare précédente est celle de Caligny.

## Histoire
La gare ouvre en 1867 quand la ligne reliant la gare d'Argentan et celle de Flers est prolongée jusqu'à Vire. L'année suivante, le 9 novembre, est inaugurée un embranchement ferroviaire d'environ 19 km entre la gare de Cerisy-Belle-Étoile et Berjou.
En février 2010, la région Basse-Normandie a annoncé qu'un train touristique doit être expérimenté à partir de l'été 2011 entre la gare de Pont-Érambourg et celle de Cerisy-Belle-Étoile.